# Lelis

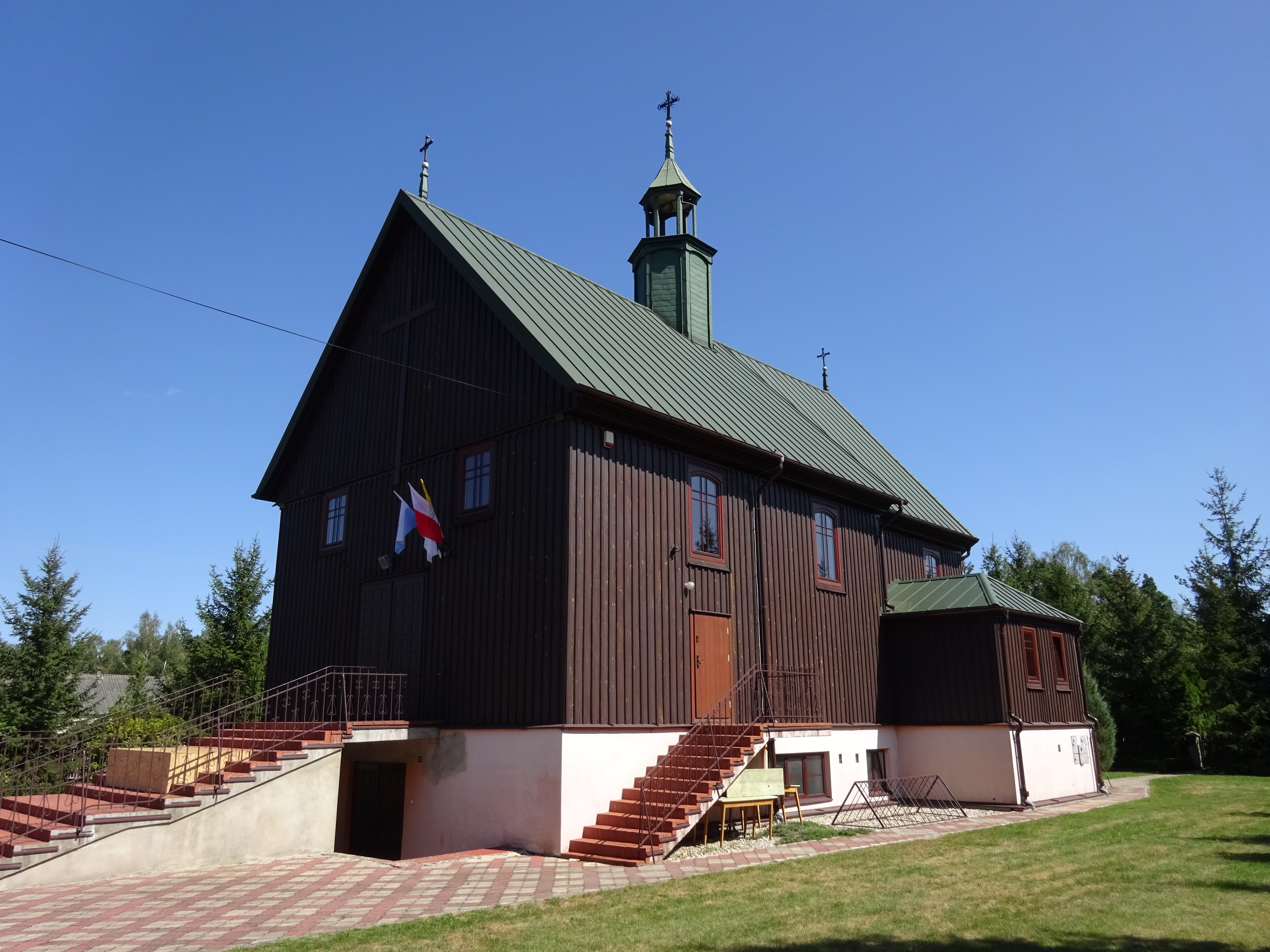
Kościół Matki Bożej Nieustającej Pomocy

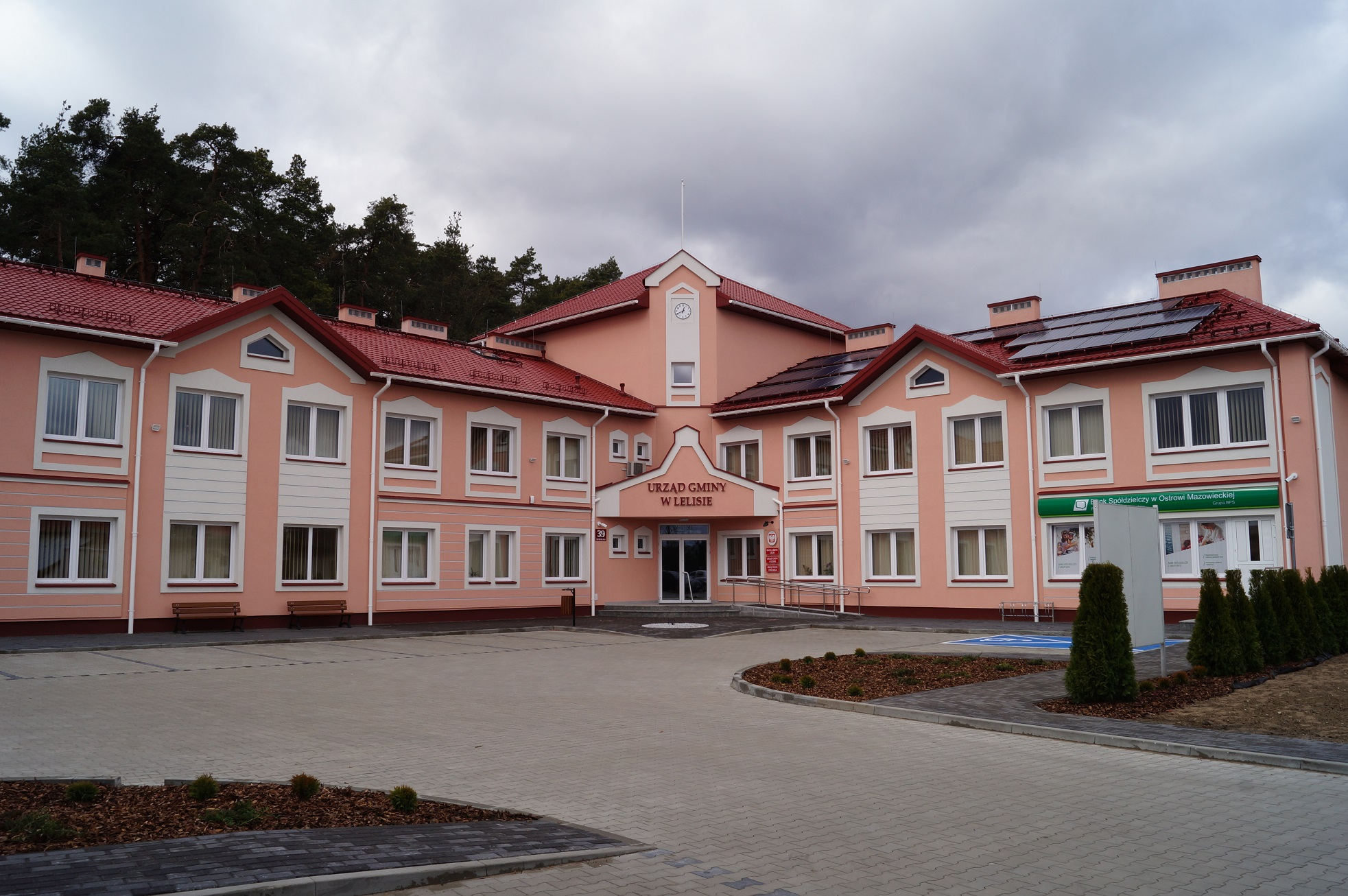
Urząd Gminy

Lelis – wieś sołecka w Polsce, położona w województwie mazowieckim, w powiecie ostrołęckim, w gminie Lelis, w odległości 1 km od Rozogi na jej prawym brzegu. Siedziba gminy Lelis.
W latach 1954–1972 wieś należała i była siedzibą władz gromady Lelis. W latach 1975–1998 wieś administracyjnie należała do województwa ostrołęckiego.

## Integralne części wsi
| SIMC    | Nazwa        | Rodzaj    |
| ------- | ------------ | --------- |
| 0513024 | Dąbrowa      | część wsi |
| 0513030 | Podkapelonie | część wsi |
| 0513047 | Ropelicha    | część wsi |

## Historia
W latach 1921–1939 wieś leżała w województwie białostockim, w powiecie ostrołęckim, w gminie Nasiadki (od 1931 w gminie Durlasy).
Według Powszechnego Spisu Ludności z 1921 roku wieś zamieszkiwało 127 osób, 118 było wyznania rzymskokatolickiego a 9 mariawickiego. Jednocześnie wszyscy mieszkańcy zadeklarowali polską przynależność narodową. Było tu 25 budynków mieszkalnych. Miejscowość należała do parafii rzymskokatolickiej w Kadzidle. Podlegała pod Sąd Grodzki w Myszyńcu i Okręgowy w Łomży; właściwy urząd pocztowy mieścił się w Kadzidle.
W wyniku agresji niemieckiej we wrześniu 1939 wieś znalazła się pod okupacją niemiecką. Od 1939 do wyzwolenia w 1945 włączona w skład Landkreis Scharfenwiese, rejencji ciechanowskiej Prus Wschodnich III Rzeszy.
Po wojnie siedziba gminy Durlasy. W latach 1975–1998 miejscowość administracyjnie należała do województwa ostrołęckiego.
W miejscowości znajduje się kościół, który jest siedzibą parafii Matki Bożej Nieustającej Pomocy. 

## Centrum Kultury - Biblioteki i Sportu

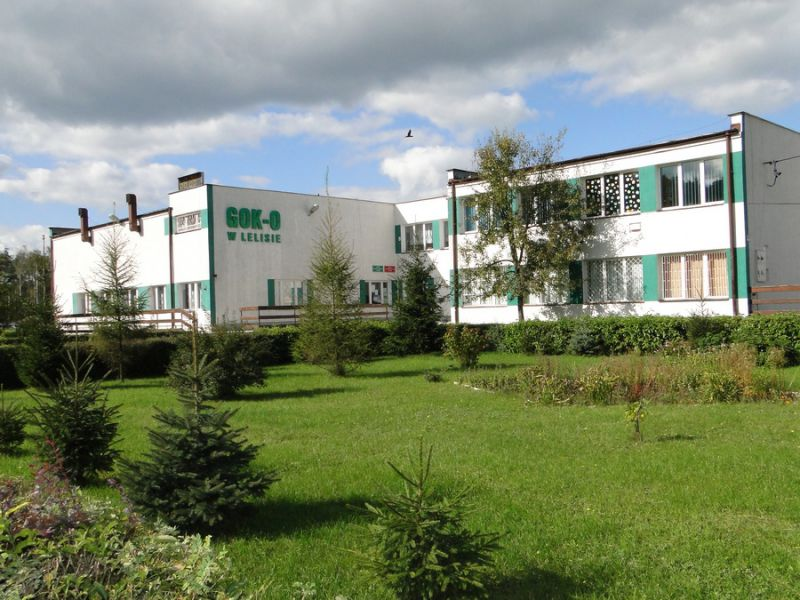
Gminny Ośrodek Kulturalno-Oświatowy

Cele i przedmiot działania CK-BiS w Lelisie:
- Pozyskanie i przygotowanie społeczeństwa do aktywnego uczestnictwa w kulturze i współtworzenia jej wartości oraz kultury fizycznej i rekreacji.
- Zaspokajanie potrzeb oświatowych, kulturalnych i informacyjnych społeczeństwa oraz uczestnictwa w upowszechnianiu wiedzy i kultury w swoim środowisku.
- Celem CK-BiS jest realizacja zadań w zakresie wyzwalania aktywności kulturalnej mieszkańców gminy, ochrony i kultywowania lokalnych wartości kulturowych. Cel ten realizuje CK-BiS przez wielokierunkową działalność zgodną z potrzebami środowiska i własnego programu działania.

## Ośrodek Etnograficzny w Lelisie
Ośrodek Etnograficzny Dziedzictwa Kulturowego i Przyrodniczego Kurpiów w Lelisie.

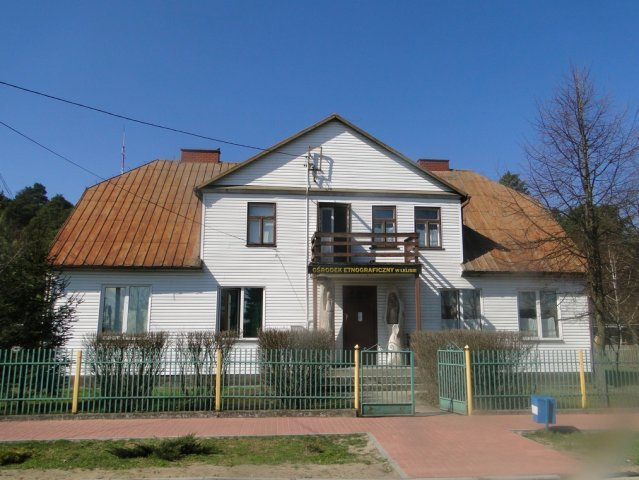
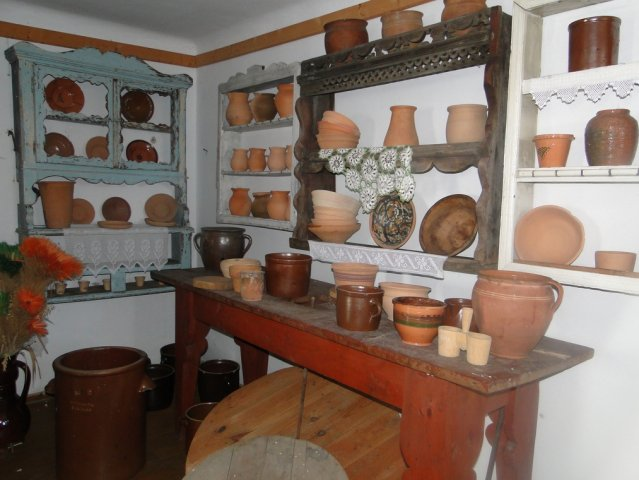
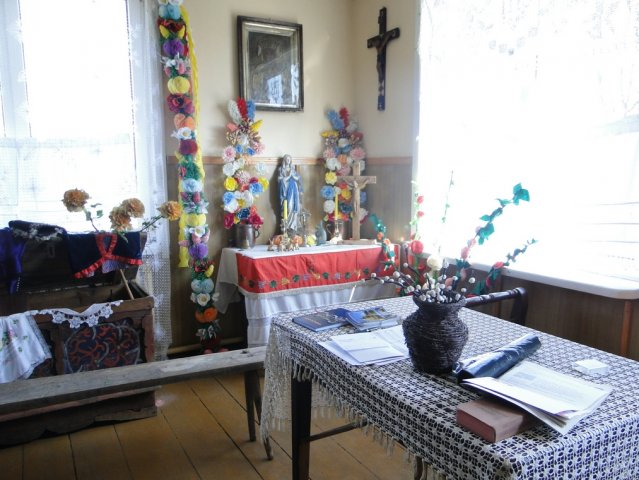

## Gminne Centrum Informacji
Gminne Centrum Informacji utworzone przy Gminnym Ośrodku Kulturalno-Oświatowym w Lelisie działa od 18 października 2005r. GCI to placówka ukierunkowana na aktywizację społeczności lokalnych oraz zapewnienie łatwego dostępu do nowoczesnych technologii. Działalność GCI jest wielokierunkowa. Do podstawowych zadań należy prowadzenie różnorodnych form poszukiwania pracy dla osób bezrobotnych i poszukujących pracy oraz absolwentów poprzez nawiązywanie kontaktów z przedsiębiorcami, gromadzenie informacji o kursach zawodowych, stypendiach, stażach itp. Pracownicy Centrum służą pomocą w sporządzeniu życiorysu zawodowego, pomagają napisach podanie o pracę, a pracodawcom umożliwiają pozyskanie odpowiednich pracowników. GCI współpracuje z Powiatowym i Wojewódzkim Urzędem Pracy w zakresie pozyskiwania ofert pracy, spotkań z przedsiębiorcami. Na bazie GCI prowadzone są różnego rodzaju szkolenia. GCI obsługuje pracownik zatrudniony w ramach prac interwencyjnych.

## Sport
Najbardziej znanym i utytułowanym sportowcem z gminy Lelis jest Waldemar Pędzich, lekkoatleta, aktualny rekordzista Polski w biegu 24-godzinnym. Wynik, jaki uzyskał w biegu 24-godzinnym to 243 km 621 m podczas Mistrzostw Polski w Krakowie w 2008 roku. Poza tym jest on rekordzistą regionu w biegu maratońskim (2,21:24, Dębno 1986). Od 1999 roku wraz z małżonką, Marianną Pędzich, działa społecznie na terenie gminy Lelis na rzecz rozwoju sportu dzieci i młodzieży, a ich podopieczni mogą pochwalić się medalami Mistrzostw Polski, Mistrzostw Makroregionu i Mistrzostw Mazowsza.
W 2011 roku powstał tutaj stadion lekkoatletyczny z bieżnią okólną długości 400 metrów oraz z 6 torami. Obiekt powstał ramach programu „Infrastruktura Służąca Edukacji”. W Lelisie trenuje grupa lekkoatletów wchodząca w skład sekcji lekkiej atletyki klubu OKLA Ostrołęka. Jedną z lekkoatletek pochodzących z Lelisa jest Magdalena Żebrowska, która specjalizuje się w skoku w dal. Zawodniczka ta w wieku 15 lat skoczyła na odległość 5,72 m, jej trenerem jest Bartosz Witkowski.

## Szlaki Turystyczne
Miejscowość Lelis leży na szlaku turystycznym Perły Mazowsza, na jego pętli północnej. 